# Five Long Years
«Five Long Years» — пісня американського блюзового музиканта Едді Бойда, випущена синглом в липні 1952 року на лейблі J.O.B. Records. У 1952 році стала хітом і 8 листопада посіла 1-е місце (впродовж 7 тижнів) в хіт-параді R&B Juke Box (США) журналу Billboard.  
Пісня стала блюзовим стандартом, увійшовши в репертуар багатьох виконавців. Її записували Бадді Гай, Мадді Вотерс, Б.Б. Кінг, Ерік Клептон, the Yardbirds та інші. У 2011 році пісня «Five Long Years» в оригінальному виконанні Бойда (1952, J.O.B.) була включена до Зали слави блюзу.

## Оригінальна версія
Текст і музика були написані Едді Бойдом. Пісня розповідає історію про сталевара, який протягом п'яти років, важко працював на заводі і щоп'ятниці висилав гроші своїй дівчині, яка тим не менш його кинула. У записі Бойду (вокал і фортепіано) акомпанували Ел-Сі Маккінлі (гітара), Альфред Елкінс (бас) і Персі Вокер (ударні). Сесія звукозапису проходила 30 травня 1952 року на студії Modern Recording Studio в Чикаго (Іллінойс). 19 червня 1952 року був доданий саксофон: Ернест Коттон (тенор-саксофон).  
«Five Long Years» була випущена у липні 1952 року лейблом J.O.B. Records на синглі з «Blue Coat Man» на стороні «В». 8 листопада 1952 року посіла 1-е місце (впродовж 7 тижнів) в хіт-параді R&B Juke Box (США) журналу «Billboard».
Протягом свої кар'єри Бойд декілька разів записував інші версії «Five Long Years» як в студії (альбом Five Long Years 1965, Fontana), так і під часу концерту.

## Інші версії
Пісня стала блюзовим стандартом, увійшовши в репертуар багатьох виконавців. Кавер-версія «Five Long Years» у виконанні Джуніора Паркера посіла 13-е місце в чарті Hot R&B Sides (1959, Duke 306).
Її записали Віллі Б. Гафф і Джонні Фуллер під назвою «I've Been Thinkin' and Thinkin'», Ел Сміт для Midnight Special (1960), Джон Лі Хукер для The Folk Lore of John Lee Hooker (1961), The Yardbirds для Five Live Yardbirds (1963), Джиммі Рід для Jimmy Reed Sings the Best of the Blues (1963), Мадді Вотерс для синглу (Chess, 1963) і під час Американського фолк-блюзового фестивалю (Fontana TL5204), Лонг Джон Болдрі для Long John's Blues (1964), Джон П. Геммонд для I Can Tell (1967), Джуніор Веллс для Coming at You (1968), Ike & Tina Turner для Outta Season (1969), Лютер Еллісон для Love Me Mama (1969), Боббі «Блу» Бленд для If Loving You is Wrong (1970), Бадді Гай, Джуніор Веллс і Джуніор Менс (грудень 1969) для Buddy and the Juniors (1970), Фредді Кінг (жовтень 1970) для Getting Ready… (1971), Б. Б. Кінг для Guess Who (1972), Джиммі Макгріфф і Джуніор Паркер для Jimmy McGriff, Junior Parker (1972), Мемфіс Слім для Memphis Heat (1974), Майті Джо Янг для Bluesy Josephine (1976), Лейзі Лестер для Harp & Soul (1988), Бадді Гай для Damn Right, I've Got the Blues (1991), Кері Белл для Mellow Down Easy (1991), Кері і Леррі Белл (січень 1991) для Second Nature (2004), Ерік Клептон для From The Cradle (1994).

## Визнання
У 2011 році пісня «Five Long Years» в оригінальному виконанні Бойда (1952, J.O.B.) була включена до Зали слави блюзу.